# Satyrus pisidice
Satyrus pisidice är en fjärilsart som beskrevs av Johann Christoph Friedrich Klug 1832. Satyrus pisidice ingår i släktet Satyrus och familjen praktfjärilar. Inga underarter finns listade.